# Reggie Griffin
Reggie Griffin (Little Rock, 25 dicembre 1980) è un ex cestista statunitense.

## Carriera
Con gli Stati Uniti ha disputato i Campionati americani del 2001.